# Thomas Hartkopf
Thomas Hartkopf (* 20. Januar 1948 in Solingen) ist ein deutscher Elektroingenieur, Wissenschaftler und Lehrstuhlinhaber.

## Leben
Hartkopf studierte von 1968 bis 1972 Elektrotechnik an der Technischen Universität Darmstadt. Von 1973 bis 1983 war er wissenschaftlicher Mitarbeiter bei der Forschungsgemeinschaft für Hochspannungstechnik e.V. (FGH). 1978 promovierte er auf dem Gebiet der elektrischen Energieversorgung an der TU Darmstadt. 1979 wurde er Leiter der Abteilung Netzberechnung der FGH. Von 1981 bis 1997 hatte er einen Lehrauftrag am Institut für Hochspannungs- und Anlagentechnik der Universität Karlsruhe und wurde dort 1990 zum Honorarprofessor ernannt.
Von 1983 bis 1996 war Hartkopf bei der Firma ABB Deutschland tätig, u. a. als Referent des Vorstandsvorsitzenden und als Geschäftsführer der ABB-Hochenergiebatterie GmbH, welche Batterien für die Elektromobilität entwickelte und herstellte.
Von 1996 bis zu seiner Pensionierung 2011 war Hartkopf Universitätsprofessor der Technischen Universität Darmstadt. Im Rahmen dieser Tätigkeit war er von 1996 bis 2011 Leiter des Fachgebietes Regenerative Energien – der erste Lehrstuhl über Regenerative Energien in Deutschland. Von 2000 bis 2002 Dekan des Fachgebietes Elektrotechnik und Informationstechnik. 2008 nahm er die Funktion eines Chairman für das 'Panel for Fusion Facility Review' im Auftrag der Europäischen Union (Directorate J – Energy Euratom) an. Ziel des Panels war die Begutachtung und Bewertung der Europäischen Fusionsforschung.
Von 2002 bis 2007 war er zudem Mitglied des Vorstandes der EnBW Energie Baden-Württemberg.
Seit 1993 engagiert sich Hartkopf für das „Forum für Zukunftsenergien e. V.“ in Berlin. Innerhalb des Vereines war er von 1996 bis 2002 Vorsitzender des Arbeitskreises Zukunftsenergien und von 2005 bis 2010 Mitglied des Vorstandes. Seit 2011 ist er Ehrenmitglied des Vereins. Von 2008 bis 2012 war Hartkopf Mitglied der ständigen Senatskommission der Helmholtz-Gemeinschaft, Forschungsbereich „Energie“.
Hartkopf ist verheiratet und hat zwei Kinder.

## Forschungstätigkeit
Hartkopfs Forschungsschwerpunkt liegt im Bereich der regenerativen Energien (wie z. B. Windkraftanlagen), der Forschung an Energie-Speicher-Lösungen und der E-Mobility.